# Артуро Тосканини
Артуро Тосканини (на италиански: Arturo Toscanini) е италиански диригент, сред най-известните музикални дейци от края на XIX и първата половина на XX век.
Прочут е със своя перфекционизъм, музикален слух, внимание към детайлите и фотографска памет. Става особено популярен след излъчването на радио и телевизионни програми в САЩ, както и множество записи на оперна и симфонична музика. Поставен е на 8-о място сред 20-те най-добри диригенти за всички времена.
Започва кариерата си като виолончелист, но много скоро се утвърждава като диригент. През 1897 г. се жени за дъщерята на Карле де Мартини, от която има четири деца. През 1898 г. става главен диригент в Ла Скала и остава на този пост 15 години. След множество неприятности и проблеми с фашисткото правителство той заминава за Съединените щати.
Умира в съня си на почти 90-годишна възраст.